# Lee Wai Sze
En aquest nom xinès, el cognom és Lee.
Lee Wai Sze —李慧詩 en xinès— (Hong Kong britànic, 12 de maig de 1987) és una ciclista de Hong Kong, especialista en el ciclisme en pista. Medallista als Jocs Olímpics de Londres, també ha guanyat un Campionat del món de 500 metres contrarellotge.

## Palmarès
- 2010
  - Medalla d'or als Jocs Asiàtics en 500 metres
- 2011
  - Campiona d'Àsia en 500 metres
- 2012
  -  Medalla de bronze als Jocs Olímpics de Londres en Keirin
  - Campiona d'Àsia en 500 metres
  - Campiona d'Àsia en velocitat
- 2013
  -  Campiona del món de 500 metres contrarellotge
  - Campiona d'Àsia en 500 metres
  - Campiona d'Àsia en keirin
- 2014
  - Campiona d'Àsia en 500 metres
  - Campiona d'Àsia en keirin
- 2015
  - Campiona d'Àsia en 500 metres
  - Campiona d'Àsia en velocitat
- 2016
  - Campiona d'Àsia en keirin
- 2017
  - Campiona d'Àsia en 500 metres
  - Campiona d'Àsia en velocitat
  - Campiona d'Àsia en keirin

### Resultats a laCopa del Món
- 2012-2013
  - 1a a la Classificació general i a la prova de Cali, en Velocitat
  - 1a a la Classificació general, en Keirin
- 2013-2014
  - 1a a la Classificació general, en Velocitat
  - 1a a la Classificació general i a la prova de Guadalajara, en Keirin
- 2016-2017
  - 1a a Apeldoorn, en Velocitat